# Ptochophyle mayeri
Ptochophyle mayeri là một loài bướm đêm trong họ Geometridae.